# Sterphus coeruleus
Sterphus coeruleus es una especie de sírfido del género Sterphus, familia Syrphidae. Fue descrita por Rondani en 1863.

## Distribución
Se encuentra en Chile y Argentina.